# Nocturnes of Hellfire & Damnation
Nocturnes of Hellfire & Damnation è il tredicesimo album della band heavy metal Virgin Steele.

## Tracce
1. Lucifer's Hammer - 5:41
2. Queen of the Dead - 4:16
3. To Darkness Eternal - 0:57
4. Black Sun-Black Mass - 5:08
5. Persephone - 7:28
6. Devilhead - 5:22
7. Demolition Queen - 8:19
8. The Plague and the Fire - 6:29
9. We Disappear - 7:54
10. A Damned Apparition - 1:33
11. Glamour - 5:19
12. Delirium - 7:33
13. Hymns to Damnation - 6:55
14. Fallen Angels - 6:05

- Tutti i testi e le musiche di David DeFeis

## Formazione
- David DeFeis - voce
- Edward Pursino - chitarra
- Joshua Block - chitarra, basso